# 17039 Yeuseyenka
17039 Yeuseyenka este o planetă minoră (asteroid), cu un diametru de 9,97 km, din centura de asteroizi. A fost descoperită pe 19 martie 1999 la Experimental Test Site⁠(d) de Lincoln Near-Earth Asteroid Research. 
Obiectul prezintă o orbită caracterizată de o semiaxă mare de 2,7535121 UAi, o excentricitate de 0,04, o înclinație de 4,99151 ° în raport cu ecliptica.